# 고가 도시히코
고가 도시히코(일본어: 古賀 稔彦, 1967년 11월 21일~2021년 3월 24일)는 일본의 전 유도 선수, 지도자이다. 1992년 하계 올림픽 라이트급 금메달을 획득했고 1996년 하계 올림픽 하프미들급 은메달을 획득했다. 또한 세계 선수권 대회에서 금메달 3개를 획득했고 아시안 게임에서 동메달 1개(1990)를 획득했다. 은퇴 후에는 자신의 이름을 딴 유도 도장을 운영했고 일본 여자 유도 대표팀 감독을 맡으면서 다니모토 아유미 등을 양성했다. 
이후 암 투병 중 2021년에 자택에서 사망했다.